# Новий Париж
Новий Париж (з 1945 до 2024 року — Ро́ща) — село Теплицької сільської громади у Болградському районі Одеської області, Україна. Населення становить 311 осіб.

## Назва
12 червня 2020 року, відповідно до Розпорядження Кабінету Міністрів України від № 724-р «Про визначення адміністративних центрів та затвердження територій територіальних громад Одеської області», увійшло до складу Теплицької сільської територіальної громади.
19 липня 2020 року, в результаті адміністративно-територіальної реформи і ліквідації Арцизького району, село увійшло до складу новоутвореного Болградського району.
20 березня 2024 року Комітет Верховної Ради України з питань організації державної влади, місцевого самоврядування, регіонального розвитку та містобудування підтримав перейменування села на Новий Париж, однак остаточне перейменування відбудеться тільки після успішного голосування у Верховній Раді.

## Населення
Згідно з переписом 1989 року населення села становило 382 особи, з яких 166 чоловіків та 216 жінок.
За переписом населення 2001 року в селі мешкали 304 особи.

### Мова
Розподіл населення за рідною мовою за даними перепису 2001 року:
| Мова       | Відсоток |
| ---------- | -------- |
| російська  | 82,32 %  |
| українська | 7,4 %    |
| грецька    | 4,82 %   |
| гагаузька  | 2,57 %   |
| німецька   | 1,61 %   |
| молдовська | 0,64 %   |